# Ardalion Ignatyev
Ardalion Vasilyevich Ignatyev  (en russe : Ардалион Васильевич Игнатьев, né le 22 décembre 1930 à Novoïe Toideriakovo et mort le 24 septembre 1998 à Tcheboksary) est un athlète tchouvache qui représentait l'URSS, spécialiste du 200 et du 400 mètres.

## Carrière
Il se distingue lors de la saison 1954 en remportant le titre du 400 mètres des Championnats d'Europe de 1954, à Berne, dans le temps de 46 s 6, puis en se classant deuxième du 200 mètres, derrière l'Allemand Heinz Fütterer.
En 1955, à Moscou, le Soviétique établit le temps de 46 s 0 sur 400 m et égale à cette occasion le record d'Europe de l'Allemand Rudolf Harbig réalisé en 1939.
Sélectionné pour les Jeux olympiques d'été de 1956, à Melbourne, Ardalion Ignatyev se classe troisième de l'épreuve du 400 m, derrière l'Américain Charlie Jenkins et l'Allemand Karl-Friedrich Haas, et à égalité avec le Finlandais Voitto Hellstén.

### Palmarès
| Date | Compétition           | Lieu      | Résultat | Épreuve |
| ---- | --------------------- | --------- | -------- | ------- |
| 1954 | Championnats d'Europe | Berne     | 1er      | 400 m   |
| 1954 | Championnats d'Europe | Berne     | 2e       | 200 m   |
| 1956 | Jeux olympiques       | Melbourne | 3e       | 400 m   |

### Records
| Épreuve | Performance | Lieu   | Date         |
| ------- | ----------- | ------ | ------------ |
| 400 m   | 46 s 0      | Moscou | 25 juin 1955 |